# 巴西狂欢节
巴西狂欢节（葡萄牙語：Carnaval do Brasil）是一年一度的巴西节日，它在每年大齋首日前一個星期五下午至大齋首日的中午之间举行，标志着复活节前40天的大齋期的开始。巴西狂欢节受到在巴西的非洲文化的影响。聖徒不能在這天吃肉。在巴西狂欢节期間，人群會跟随著節奏在城市的街道上跳舞、唱歌。 巴西狂歡節始於葡萄牙，葡萄牙統治巴西後引入在葡萄牙本土舉辦的狂歡節。巴西狂欢节是巴西最盛大的一個节日。
巴西狂欢节期間，在里约热内卢、圣保罗和维多利亚，會有由桑巴舞学校組織的大規模遊行。公众可以免費观看遊行。而在贝洛奥里藏特、累西腓、奥林达、萨尔瓦多和塞古鲁港，公众可以直接与參與遊行的團體互动。
一般而言，在巴西东南地区里约热内卢和圣保罗等城市舉行巴西狂欢节時，播放的音樂的流派主要是桑巴、samba de bloco、samba de embalo和Marchinha。在东北地区，包括伯南布哥州（主要是奥林达和累西腓市）主要的音樂流派是Frevo和Maracatu；在巴伊亚州（主要是萨尔瓦多市）主要是Samba reggae、帕戈吉和Axé。

## 在流行文化中

### 电影
- 马塞尔·加缪 (Marcel Camus)的《黑色奥菲斯》(Black Orpheus ) （1958 年）将希腊神话中的欧律狄刻 (Eurydice)移植到里约热内卢狂欢节。
- 保罗·丰特内尔 (Paulo Fontenelle )执导的《恋爱：电影》 (2016) 讲述了三对在里约热内卢狂欢节期间相遇的情侣的故事。
- 卡卡·迪格斯 ( Cacá Diegues)的《奥菲》 (Orfeu ) (1999) 也将希腊神话中的欧律狄刻 (Eurydice)移植到了里约热内卢狂欢节。
- Lô Politi 的《乔纳斯》（2016 年）讲述了一个男孩在圣保罗绑架了他一直深爱着的母亲老板的女儿，并将她作为人质劫持在鲸鱼形状的漂浮物中的故事。[來源請求]

### 文学
- 若阿金·曼努埃尔·德·马塞多 ( Joaquim Manuel de Macedo ) 的小说《A Moreninha 》（1844 年）讲述了帕奎塔岛狂欢节期间的求爱故事。
- 阿路易斯奥·阿泽维多 (Aluísio Azevedo)的《O cortiço》描绘了 19 世纪里约热内卢的狂欢节。
- 曼努埃尔·班达拉 (Manuel Bandeira )的诗集《狂欢节》(Carnaval )（1919 年）汇集了有关该主题的诗歌。
- 豪尔赫·阿马多的第一部小说《狂欢之国》（1931）讲述了一个具有欧洲知识背景的巴西人拒绝狂欢文化的故事。
- 豪尔赫·阿马多 (Jorge Amado )创作的《多娜·弗洛尔和她的两个丈夫》(Dona Flor and Her Two Husbands ) 于 1966 年在萨尔瓦多巴伊亚狂欢节期间开始。
- 瑞士作家皮埃尔·科尔蒙(Pierre Cormon) 的小说《 O Grande Dia 》（2024 年）的情节围绕想象中的桑巴舞学校Unidos de Madureira的游行展开。[來源請求]

## 外部連結
- TV report about the Rio Carnival – BBC World News （页面存档备份，存于）
- Street View of Rio Carnival 2012 （页面存档备份，存于）